# Leila Mottley
Pour les articles homonymes, voir Mottley.
Leila Mottley, née en 2002, est une romancière et poétesse américaine. Elle est l'auteur à succès d'Arpenter la nuit (Nightcrawling).

## Biographie
Leila Mottley est née et a grandi à Oakland en Californie, où elle vit toujours aujourd'hui. C’est la plus jeune d’une famille de trois enfants dont la mère, Ann Bauer, est directrice d’école maternelle, et le père, Norris Mottley, est consultant en mécénat et dramaturge. Leila tient son amour de l'écriture de son père. Elle a commencé à écrire de la poésie dès son plus jeune âge. Elle a fréquenté le Smith College et a été épaulée par Ruth Ozeki, professeur d'écriture, dans la rédaction de son premier roman Arpenter la nuit (Nightcrawling). 

## Carrière
Leila Mottley a été lauréate « Jeune poétesse de la ville d'Oakland » en Californie, en 2018 à l'âge de 16 ans, après avoir été vice-lauréate l'année précédente. Ses poésies ont été publiées dans le New York Times.
Elle est la plus jeune auteure jamais sélectionnée pour le Oprah's Book Club. Son premier livre, Arpenter la nuit, a été sélectionné pour le Booker Prize le 26 juillet 2022. Leila Mottley est le plus jeune auteur à avoir été sélectionné.
Elle reçoit en 2022 le Prix Page / America 2022 pour son livre Arpenter la nuit, qu’elle a écrit à 17 ans, inspiré d’un fait divers, dans lequel une adolescente noire est décidée à survivre, coûte que coûte, dans un monde qui se refuse à la protéger.

## Vie privée
Leila Mottley vit avec sa compagne Mo Enriquez.